# Línguas indígenas do Brasil
As línguas indígenas do Brasil são os idiomas falados pelos povos indígenas do Brasil. Assim como as demais línguas do mundo, por apresentarem semelhanças nas suas origens, tornam-se parte de grupos linguísticos que são as famílias linguísticas, e estas, por sua vez, fazem parte de grupos ainda maiores, os troncos linguísticos. Entre as línguas indígenas do Brasil, os troncos linguísticos com maior número de línguas são o tupi e o macro-jê. Existem também povos que falam o português; no entanto, estes casos são considerados como perdas linguísticas ou identidades emergentes.
Há famílias, entretanto, que puderam ser identificadas como relacionadas a nenhum destes troncos. Além disso, outras línguas não puderam ser classificadas dentro de nenhuma família, permanecendo na categoria de não classificadas ou línguas isoladas. Ainda, existem as línguas que se subdividem em diferentes dialetos, como, por exemplo, os falados pelos cricatis, rancocamecrãs, apaniecras, apinajés, craós, gaviões do oeste e pucobié-gaviões, que são todos dialetos da língua timbira. Segundo o IBGE, há 274 línguas indígenas. Há também uma língua de sinais indígena, a língua de sinais kaapor.
Há, no Brasil, estações de rádio em línguas indígenas.
As línguas nativas de tribos indígenas brasileiras estão entre as mais ameaçadas de extinção no mundo, segundo uma classificação feita pela National Geographic Society e pelo Living Tongues Institute for Endangered Languages. Elas estão sendo substituídas pelo espanhol, o português e idiomas indígenas mais fortes na fronteira do Brasil com a Bolívia e o Paraguai, nos Andes e na região do Chaco, revelaram os pesquisadores. Por exemplo: menos de 20 pessoas falam ofaié, e menos de 50 conseguem se expressar em guató: ambas as línguas são faladas em Mato Grosso do Sul, próximo ao Paraguai e à Bolívia. A área é considerada de "alto risco" para línguas em risco de extinção, alertaram os pesquisadores. Em outra área de risco ainda maior – grau "severo" –, apenas 80 pessoas conhecem o uaioró, língua indígena falada nas proximidades do rio Guaporé, em Rondônia.
Os cientistas descreveram esta parte do globo como "uma das mais críticas" para as línguas nativas: é extremamente diversa, pouco documentada e oferece ameaças imediatas aos idiomas indígenas. Entre estas ameaças, estão as línguas regionais mais fortes, como: o português na Amazônia brasileira; o espanhol falado na Bolívia; e o quíchua e o aimará nos Andes bolivianos.
Em maio de 2019, o deputado federal Dagoberto Nogueira apresentou um projeto de lei para instituir a cooficialização da segunda língua, de origem indígena, em todos os municípios brasileiros que possuem comunidades indígenas. O projeto foi aprovado pela Comissão de Direitos Humanos e Minorias da Câmara dos Deputados em 10 de dezembro de 2019, e foi aprovado pela Comissão de Cultura da Câmara dos Deputados em 8 de junho de 2021.
Em julho de 2023 a Constituição brasileira de 1988 foi traduzida pela primeira vez para uma língua indígena, a língua nheengatu. Ela também está sendo traduzida para as línguas Tikuna, Kaiowá e Kaingang.

## Classificações

### Primeiras classificações: tupis e tapuias
De acordo com Melatti (2007), as primeiras classificações das línguas índigenas, feitas por colonizadores e missionários, dividiam-nas simplesmente entre línguas tupis e tapuias.

### Classificação de Martius (1867)
De acordo com Magalhães (1935), o naturalista alemão Martius (1867) dividiu as línguas indígenas brasileiras em 8 grupos (na grafia original):
- Tupis e Guaranis
- Gês, ou Crans
- Guck, ou Coco
- Crens, ou Guerengs
- Parexis, ou Poragis
- Goyatacâz
- Aruac, ou Aroaquis
- Lengoás, ou Guaycurûs

### Classificação de Ehrenreich (1892)
Classificação de Paul Ehrenreich (1892), na grafia da época:
- Tupis
- Gés
- Goitacá (Waitaka)
- Carahybas
- Nu-Aruak (Maipure)
- Pano
- Miranha
- Guaycurú (Waikurú)
- Tribos não classificadas (Bororós, Carajás, etc.)

### Classificação do ISA (1997)
Do ponto de vista linguístico, as línguas indígenas do Brasil pertencem a muitas famílias de línguas diferentes. A filiação étnica de alguns grupos humanos extintos é questionável.
Classificação baseada no site do Instituto Socioambiental (ISA, 1997, com atualizações), por sua vez baseada na classificação de Aryon Dall'Igna Rodrigues (1986):
| Classificação das línguas indígenas no Brasil                                                                                  |                                          |                     |                           |                                                         |
| Família | Grupo                                    | Grupo               | Língua                    | Território                                              |
| línguas arauanas | Arauá                                    | Arauá               | Arauá                     | Amazonas                                                |
| línguas arauanas | Deni-culina                              | Deni-culina         | Culina                    | Acre                                                    |
| línguas arauanas | Deni-culina                              | Deni-culina         | Deni                      | Amazonas                                                |
| línguas arauanas | Madi                                     | Madi                | Banauá                    | Amazonas                                                |
| línguas arauanas | Madi                                     | Madi                | Jamamadi                  | Amazonas                                                |
| línguas arauanas | Madi                                     | Madi                | Jaráuara                  | Amazonas                                                |
| línguas arauanas | Paumari                                  | Paumari             | Paumari                   | Amazonas                                                |
| línguas arauanas | Sorouahá                                 | Sorouahá            | Sorouahá                  | Amazonas                                                |
| línguas aruaques | Setentrional                             | Alto Amazonas       | Bahwana (Chiriana) (†)    | Amazonas                                                |
| línguas aruaques | Setentrional                             | Alto Amazonas       | Baníua (de Guiana)        | Roraima                                                 |
| línguas aruaques | Setentrional                             | Alto Amazonas       | Baré                      | Amazonas                                                |
| línguas aruaques | Setentrional                             | Alto Amazonas       | Caixana (†)               | Amazonas                                                |
| línguas aruaques | Setentrional                             | Alto Amazonas       | Curripaco                 | Amazonas                                                |
| línguas aruaques | Setentrional                             | Alto Amazonas       | Iabaana (†)               | Rio Marauiá                                             |
| línguas aruaques | Setentrional                             | Alto Amazonas       | Jumana (†)                | Rio Puré (Amazonas)                                     |
| línguas aruaques | Setentrional                             | Alto Amazonas       | Manao (†)                 | Amazonas                                                |
| línguas aruaques | Setentrional                             | Alto Amazonas       | Mariaté (†)               | Amazonas                                                |
| línguas aruaques | Setentrional                             | Alto Amazonas       | Mariaté (†)               | Rio Iça (Amazonas)                                      |
| línguas aruaques | Setentrional                             | Alto Amazonas       | Pasé (†)                  | Rio Iça (Amazonas)                                      |
| línguas aruaques | Setentrional                             | Alto Amazonas       | Tariana                   | Rio Uaupés                                              |
| línguas aruaques | Setentrional                             | Alto Amazonas       | Uainumá (†)               | Rio Iça (Amazonas)                                      |
| línguas aruaques | Setentrional                             | Alto Amazonas       | Uaraicu (†)               | Rio Juraí (Amazonas)                                    |
| línguas aruaques | Setentrional                             | Alto Amazonas       | Uirina (†)                | Rio Branco (Amazonas)                                   |
| línguas aruaques | Setentrional                             | Wapixano            | Mapidiano                 | Roraima                                                 |
| línguas aruaques | Setentrional                             | Wapixano            | Uapixana                  | Roraima                                                 |
| línguas aruaques | Setentrional                             | Palicure            | Aroã (Aruano) (†)         | Pará                                                    |
| línguas aruaques | Setentrional                             | Palicure            | Maraua (†)                | Amapá                                                   |
| línguas aruaques | Setentrional                             | Palicure            | Palicure                  | Amapá                                                   |
| línguas aruaques | Central                                  | Salumã              | Enáuenê-nauê              | Mato Grosso                                             |
| línguas aruaques | Central                                  | Pareci-uaurá        | Custenau (Kustenaú) (†)   | Mato Grosso                                             |
| línguas aruaques | Central                                  | Pareci-uaurá        | Iaualapiti (Yaualapiti)   | Mato Grosso                                             |
| línguas aruaques | Central                                  | Pareci-uaurá        | Meinaco (Mehinaku)        | Mato Grosso                                             |
| línguas aruaques | Central                                  | Pareci-uaurá        | Pareci (Haltiti)          | Mato Grosso                                             |
| línguas aruaques | Central                                  | Pareci-uaurá        | Uaurá                     | Mato Grosso                                             |
| línguas aruaques | Meridional                               | Piro-Apuriná        | Apuriná                   | Acre                                                    |
| línguas aruaques | Meridional                               | Piro-Apuriná        | Chontaquiro               | Acre                                                    |
| línguas aruaques | Meridional                               | Piro-Apuriná        | Piro                      | Acre                                                    |
| línguas caribes | Setentrional                             | Macuxi-capom        | Acauaio-capong            | Roraima                                                 |
| línguas caribes | Setentrional                             | Macuxi-capom        | Macuxi                    | Roraima                                                 |
| línguas caribes | Setentrional                             | Macuxi-capom        | Pemom                     | Roraima                                                 |
| línguas caribes | Setentrional                             | Uaimiri             | Atroari                   |                                                         |
| línguas caribes | Setentrional                             | Uaiuai-Siquiana     | Salumá                    |                                                         |
| línguas caribes | Setentrional                             | Uaiuai-Siquiana     | Siquiana                  |                                                         |
| línguas caribes | Setentrional                             | Uaiuai-Siquiana     | Uaiuai                    |                                                         |
| línguas caribes | Setentrional                             | Uayana-Trió         | Apalaí                    | Pará                                                    |
| línguas caribes | Setentrional                             | Uayana-Trió         | Tirió                     |                                                         |
| línguas caribes | Setentrional                             | Brasil Norte        | Arara                     |                                                         |
| línguas caribes | Setentrional                             | Brasil Norte        | Ikpeng                    |                                                         |
| línguas caribes | Meridional                               | Guiana S.           | Caxuîna                   |                                                         |
| línguas caribes | Meridional                               | Guiana S.           | Hixkaryana                |                                                         |
| línguas caribes | Meridional                               | Xingu               | Bacairi                   | Mato Grosso                                             |
| línguas caribes | Meridional                               | Xingu               | Cuicuro-Calapalo          |                                                         |
| línguas caribes | Meridional                               | Xingu               | Matipuí                   |                                                         |
| línguas catuquinas | Canamari                                 | Canamari            | Canamari                  |                                                         |
| línguas catuquinas | Canamari                                 | Canamari            | Catuquina                 |                                                         |
| línguas catuquinas | Catauixi                                 | Catauixi            | catauixi                  |                                                         |
| línguas chapacura-wanham | Madeira                                  | Madeira             | Oro Uin                   | Rondônia                                                |
| línguas chapacura-wanham | Madeira                                  | Madeira             | Uari                      | Rondônia                                                |
| línguas chapacura-wanham | Madeira                                  | Madeira             | Urupá                     | Rondônia                                                |
| línguas chapacura-wanham | Madeira                                  | Madeira             | Torá, Toraz               | Amazonas                                                |
| línguas chapacura-wanham | Uaporé                                   | Uaporé              | Cabixi                    |                                                         |
| línguas ianomâmis | Yanam                                    | Yanam               | Ianam-Ninam               | Roraima                                                 |
| línguas ianomâmis | Tsanumá                                  | Tsanumá             | Sanumá                    | Roraima                                                 |
| línguas ianomâmis | Yanomâmi                                 | Yanomâmi            | Ianomâmi                  | Roraima                                                 |
| línguas ianomâmis | Yanomâmi                                 | Yanomâmi            | Yanomamö                  | Roraima                                                 |
| línguas macro-jês | Bororo                                   | Bororo              | Bororo ocidental (†)      | Mato Grosso                                             |
| línguas macro-jês | Bororo                                   | Bororo              | Bororo oriental           | Mato Grosso do Sul                                      |
| línguas macro-jês | Bororo                                   | Bororo              | Umotina (†)               | Mato Grosso                                             |
| línguas macro-jês | camacã                                   | camacã              | camacã (†)                | Bahia                                                   |
| línguas macro-jês | camacã                                   | camacã              | Cotoxó (†)                | Bahia                                                   |
| línguas macro-jês | camacã                                   | camacã              | Masacará (†)              | Bahia                                                   |
| línguas macro-jês | camacã                                   | camacã              | Meniém (†)                | Bahia                                                   |
| línguas macro-jês | camacã                                   | camacã              | Mongojó (†)               | Bahia                                                   |
| línguas macro-jês | Cariri                                   | Cariri              | Camuru (†)                |                                                         |
| línguas macro-jês | Cariri                                   | Cariri              | Dzubucuá (†)              |                                                         |
| línguas macro-jês | Cariri                                   | Cariri              | Quipeá, cariri (†)        |                                                         |
| línguas macro-jês | Cariri                                   | Cariri              | Sabujá (†)                |                                                         |
| línguas macro-jês | Fulniô                                   | Fulniô              | iatê                      | Pernambuco                                              |
| línguas macro-jês | Guató                                    | Guató               | Guató                     | Mato Grosso                                             |
| línguas macro-jês | Jabuti                                   | Jabuti              | Aricapu                   | Rondônia                                                |
| línguas macro-jês | Jabuti                                   | Jabuti              | Jabuti (Djeoromitxi)      | Rondônia                                                |
| línguas macro-jês | Jê                                       | Jê                  | Acroá (†)                 |                                                         |
| línguas macro-jês | Jê                                       | Jê                  | Apinajé                   |                                                         |
| línguas macro-jês | Jê                                       | Jê                  | Jaicó (†)                 |                                                         |
| línguas macro-jês | Jê                                       | Jê                  | Mebengôkre-caiapó         |                                                         |
| línguas macro-jês | Jê                                       | Jê                  | Panará                    |                                                         |
| línguas macro-jês | Jê                                       | Jê                  | Sujá                      |                                                         |
| línguas macro-jês | Jê                                       | Jê                  | Timbira                   | Maranhão, Tocantins, Pará                               |
| línguas macro-jês | Jê                                       | Jê                  | Xavante                   |                                                         |
| línguas macro-jês | Jê                                       | Jê                  | Xakriabá                  |                                                         |
| línguas macro-jês | Jê                                       | Jê                  | Xerente                   |                                                         |
| línguas macro-jês | Maxacali                                 | Maxacali            | Maxacali                  | Minas Gerais                                            |
| línguas macro-jês | Maxacali                                 | Maxacali            | Capoxo (†)                | Minas Gerais                                            |
| línguas macro-jês | Maxacali                                 | Maxacali            | Monoxó (†)                | Minas Gerais                                            |
| línguas macro-jês | Maxacali                                 | Maxacali            | Maconi (†)                | Minas Gerais                                            |
| línguas macro-jês | Maxacali                                 | Maxacali            | Malali (†)                | Bahia                                                   |
| línguas macro-jês | Maxacali                                 | Maxacali            | Pataxó hã hã hãe (†)      | Bahia                                                   |
| línguas macro-jês | Puri                                     | Puri                | Puri (†)                  | Espírito Santo, Rio de Janeiro, São Paulo, Minas Gerais |
| línguas macro-jês | Puri                                     | Puri                | Coroado (†)               | Espírito Santo                                          |
| línguas macro-jês | Puri                                     | Puri                | Coropó (†)                | Espírito Santo                                          |
| línguas macro-jês | Rikbaktsá                                | Rikbaktsá           | Rikbaktsá                 | Mato Grosso                                             |
| línguas macus | Nadahup                                  | Nadahup             | Nadëb                     | Amazonas                                                |
| línguas macus | Nadahup                                  | Nadahup             | Dâw                       | Amazonas                                                |
| línguas macus | Nadahup                                  | Nadahup             | Juhup                     | Amazonas                                                |
| línguas mataco-guaicurus | Guaicuru                                 | Guaicuru            | Cadiuéu                   | Mato Grosso do Sul                                      |
| línguas mura-pirahã | línguas mura-pirahã                      | línguas mura-pirahã | Mura-Bohurá (†)           | Amazonas                                                |
| línguas mura-pirahã | línguas mura-pirahã                      | línguas mura-pirahã | Pirahã                    | Amazonas                                                |
| línguas mura-pirahã | línguas mura-pirahã                      | línguas mura-pirahã | Jahahí (†)                | Amazonas                                                |
| línguas nambicuaras | Setentrional                             | Setentrional        | Lacondê                   |                                                         |
| línguas nambicuaras | Setentrional                             | Setentrional        | Latundê                   |                                                         |
| línguas nambicuaras | Setentrional                             | Setentrional        | Mamaindê                  |                                                         |
| línguas nambicuaras | Setentrional                             | Setentrional        | Nagarotê                  |                                                         |
| línguas nambicuaras | Setentrional                             | Setentrional        | Tauandê                   |                                                         |
| línguas nambicuaras | Meridional                               | Meridional          | Norte de Campo            |                                                         |
| línguas nambicuaras | Meridional                               | Meridional          | Manduca                   |                                                         |
| línguas nambicuaras | Meridional                               | Meridional          | Galera                    |                                                         |
| línguas nambicuaras | Meridional                               | Meridional          | Norte do Uaporé           |                                                         |
| línguas nambicuaras | Sabanê                                   | Sabanê              | Sabanê                    |                                                         |
| línguas pano-tacanas Uma das famílias com mais línguas diferentes no Peru.                                                     | Pano                                     | Iaminaua            | Caxinauá                  | Acre                                                    |
| línguas pano-tacanas Uma das famílias com mais línguas diferentes no Peru.                                                     | Pano                                     | Iaminaua            | Moronaua                  | Acre                                                    |
| línguas pano-tacanas Uma das famílias com mais línguas diferentes no Peru.                                                     | Pano                                     | Iaminaua            | Iaminaua                  | Acre                                                    |
| línguas pano-tacanas Uma das famílias com mais línguas diferentes no Peru.                                                     | Pano                                     | Iaminaua            | Iauanaua                  | Acre                                                    |
| línguas pano-tacanas Uma das famílias com mais línguas diferentes no Peru.                                                     | Pano                                     | Chacobo             | Camanaua                  | Acre                                                    |
| línguas pano-tacanas Uma das famílias com mais línguas diferentes no Peru.                                                     | Pano                                     | Capanaua            | Canamari (†)              | Rondônia                                                |
| línguas pano-tacanas Uma das famílias com mais línguas diferentes no Peru.                                                     | Pano                                     | Capanaua            | Marubo                    | Amazonas                                                |
| línguas pano-tacanas Uma das famílias com mais línguas diferentes no Peru.                                                     | Pano                                     | Capanaua            | Remo (†)                  | Amazonas                                                |
| línguas pano-tacanas Uma das famílias com mais línguas diferentes no Peru.                                                     | Pano                                     | Outras              | Culino (†)                | Acre                                                    |
| línguas pano-tacanas Uma das famílias com mais línguas diferentes no Peru.                                                     | Pano                                     | Outras              | Caripuná (†)              | Acre                                                    |
| línguas pano-tacanas Uma das famílias com mais línguas diferentes no Peru.                                                     | Pano                                     | Outras              | Caxauiri                  | Acre                                                    |
| línguas pano-tacanas Uma das famílias com mais línguas diferentes no Peru.                                                     | Pano                                     | Outras              | Matsés, Maioruna          | Amazonas                                                |
| línguas pano-tacanas Uma das famílias com mais línguas diferentes no Peru.                                                     | Pano                                     | Outras              | Nocamán (†)               | Acre                                                    |
| línguas pano-tacanas Uma das famílias com mais línguas diferentes no Peru.                                                     | Pano                                     | Outras              | Nocamán (†)               | Acre                                                    |
| línguas pano-tacanas Uma das famílias com mais línguas diferentes no Peru.                                                     | Pano                                     | Outras              | Poianaua (†)              | Acre                                                    |
| línguas pano-tacanas Uma das famílias com mais línguas diferentes no Peru.                                                     | Pano                                     | Outras              | Tuxinauá (†)              | Acre                                                    |
| línguas tucanas Esta família está formada por um grande número de línguas localizadas no sul da Colômbia e em parte do Brasil. | Central                                  | Central             | Cubeo                     | Amazonas                                                |
| línguas tucanas Esta família está formada por um grande número de línguas localizadas no sul da Colômbia e em parte do Brasil. | Oriental                                 | Oriental            | Piratapuia                | Amazonas                                                |
| línguas tucanas Esta família está formada por um grande número de línguas localizadas no sul da Colômbia e em parte do Brasil. | Oriental                                 | Oriental            | Tucano                    | Amazonas                                                |
| línguas tucanas Esta família está formada por um grande número de línguas localizadas no sul da Colômbia e em parte do Brasil. | Oriental                                 | Oriental            | Tuiuca                    | Amazonas                                                |
| línguas tucanas Esta família está formada por um grande número de línguas localizadas no sul da Colômbia e em parte do Brasil. | Oriental                                 | Oriental            | Uanano                    | Amazonas                                                |
| línguas tupis | Ariqueme                                 | Ariqueme            | Ariqueme                  | Rondônia                                                |
| línguas tupis | Ariqueme                                 | Ariqueme            | Caritiana                 | Rondônia                                                |
| línguas tupis | Aueti                                    | Aueti               | Aueti (auetö)             | Mato Grosso                                             |
| línguas tupis | Maué                                     | Maué                | Maué-Sateré               | Pará, Amazonas                                          |
| línguas tupis | Mondé                                    | Mondé               | Aruá, Aruáxi              | Rondônia                                                |
| línguas tupis | Mondé                                    | Mondé               | Cinta-larga               | Mato Grosso                                             |
| línguas tupis | Mondé                                    | Mondé               | Gavião do Jiparaná        | Rondônia                                                |
| línguas tupis | Mondé                                    | Mondé               | Canoé (†)                 | Rondônia                                                |
| línguas tupis | Mondé                                    | Mondé               | Mondé                     | Rondônia                                                |
| línguas tupis | Mondé                                    | Mondé               | Suruí                     | Mato Grosso, Rondônia                                   |
| línguas tupis | Mundurucu                                | Mundurucu           | Curuaia                   | Pará                                                    |
| línguas tupis | Mundurucu                                | Mundurucu           | Mundurucu                 | Amazonas, Pará                                          |
| línguas tupis | Puruborá                                 | Puruborá            | Puruborá                  | Rondônia                                                |
| línguas tupis | Ramarrama                                | Ramarrama           | Arara, Caro               | Rondônia                                                |
| línguas tupis | Ramarrama                                | Ramarrama           | Ramarrama (†)             | Rondônia                                                |
| línguas tupis | Ramarrama                                | Ramarrama           | Ntogapide (†)             | Rondônia                                                |
| línguas tupis | Ramarrama                                | Ramarrama           | Urumi (†)                 | Rondônia                                                |
| línguas tupis | Ramarrama                                | Ramarrama           | Urucu (†)                 | Rondônia                                                |
| línguas tupis | Tupari                                   | Tupari              | Kepkiriwát (†)            | Rondônia                                                |
| línguas tupis | Tupari                                   | Tupari              | Macurape                  | Rondônia                                                |
| línguas tupis | Tupari                                   | Tupari              | Saquirabiá                | Rondônia                                                |
| línguas tupis | Tupari                                   | Tupari              | Tupari                    | Rondônia                                                |
| línguas tupis | Tupari                                   | Tupari              | Uaioró                    | Rondônia                                                |
| línguas tupis | Juruna (Juruná)                          | Juruna (Juruná)     | Juruná                    | Mato Grosso                                             |
| línguas tupis | Juruna (Juruná)                          | Juruna (Juruná)     | Maritsauá (†)             | Parque do Xingu, no Mato Grosso                         |
| línguas tupis | Juruna (Juruná)                          | Juruna (Juruná)     | Xipaia                    | Parque do Xingu, no Mato Grosso                         |
| línguas tupis | tupi-guarani                             | subgrupo I          | Caiuá                     |                                                         |
| línguas tupis | tupi-guarani                             | subgrupo I          | Embiá                     |                                                         |
| línguas tupis | tupi-guarani                             | subgrupo I          | guarani                   |                                                         |
| línguas tupis | tupi-guarani                             | subgrupo I          | guarani antigo (†)        |                                                         |
| línguas tupis | tupi-guarani                             | subgrupo I          | Nhandeva (Chiripá)        |                                                         |
| línguas tupis | tupi-guarani                             | subgrupo I          | Xetá (†)                  | Paraná                                                  |
| línguas tupis | tupi-guarani                             | subgrupo III        | Cocama-cocamilla          | Amazonas                                                |
| línguas tupis | tupi-guarani                             | subgrupo III        | Língua geral (Brasil) (†) | Brasil                                                  |
| línguas tupis | tupi-guarani                             | subgrupo III        | Nheengatu                 | Alto Rio Negro                                          |
| línguas tupis | tupi-guarani                             | subgrupo III        | Omágua                    | Amazonas                                                |
| línguas tupis | tupi-guarani                             | subgrupo III        | tupi antigo (†)           | Brasil                                                  |
| línguas tupis | tupi-guarani                             | subgrupo IV         | Assurini                  | Pará                                                    |
| línguas tupis | tupi-guarani                             | subgrupo IV         | Avá-canoeiro              | Goiás                                                   |
| línguas tupis | tupi-guarani                             | subgrupo IV         | Guajajara                 | Maranhão                                                |
| línguas tupis | tupi-guarani                             | subgrupo IV         | Suruí do Pará             | Pará                                                    |
| línguas tupis | tupi-guarani                             | subgrupo IV         | Paracanã                  | Pará                                                    |
| línguas tupis | tupi-guarani                             | subgrupo IV         | Tapirapé                  | Mato Grosso                                             |
| línguas tupis | tupi-guarani                             | subgrupo IV         | Tembé                     | Maranhão                                                |
| línguas tupis | tupi-guarani                             | subgrupo V          | Assurini xingu            | Pará                                                    |
| línguas tupis | tupi-guarani                             | subgrupo V          | Araueté                   | Amazonas                                                |
| línguas tupis | tupi-guarani                             | subgrupo V          | Caiabi                    | Mato Grosso, Pará                                       |
| línguas tupis | tupi-guarani                             | subgrupo VI         | Amundava                  | Rondônia                                                |
| línguas tupis | tupi-guarani                             | subgrupo VI         | Apiacá                    | Mato Grosso                                             |
| línguas tupis | tupi-guarani                             | subgrupo VI         | Juma (†)                  | Amazonas                                                |
| línguas tupis | tupi-guarani                             | subgrupo VI         | Caripuna (†)              | Amapá                                                   |
| línguas tupis | tupi-guarani                             | subgrupo VI         | Caripuná (†)              | Rondônia, Acre                                          |
| línguas tupis | tupi-guarani                             | subgrupo VI         | Paranauate (†)            | Rondônia                                                |
| línguas tupis | tupi-guarani                             | subgrupo VI         | Tenharim                  | Amazonas, Rondônia                                      |
| línguas tupis | tupi-guarani                             | subgrupo VI         | Tucumanfede (†)           | Rondônia                                                |
| línguas tupis | tupi-guarani                             | subgrupo VI         | Uru-ew-wau-wau            | Rondônia                                                |
| línguas tupis | tupi-guarani                             | subgrupo VI         | Uirafede (†)              | Rondônia                                                |
| línguas tupis | tupi-guarani                             | subgrupo VI         | Morerebi                  | Amazonas                                                |
| línguas tupis | tupi-guarani                             | subgrupo VII        | Camaiurá                  | Mato Grosso                                             |
| línguas tupis | tupi-guarani                             | subgrupo VIII       | Anambé (†)                | Pará                                                    |
| línguas tupis | tupi-guarani                             | subgrupo VIII       | Amanaié (†)               | Pará                                                    |
| línguas tupis | tupi-guarani                             | subgrupo VIII       | Emerillon                 |                                                         |
| línguas tupis | tupi-guarani                             | subgrupo VIII       | Guajá                     | Maranhão, Pará                                          |
| línguas tupis | tupi-guarani                             | subgrupo VIII       | Oiampi                    |                                                         |
| línguas tupis | tupi-guarani                             | subgrupo VIII       | Zoé                       | Pará                                                    |
| línguas tupis | tupi-guarani                             | subgrupo VIII       | Turiuara (†)              | Pará                                                    |
| línguas tupis | tupi-guarani                             | subgrupo VIII       | Urubu-caapor              | Maranhão                                                |
| línguas tupis | tupi-guarani                             | Outras              | Aurá (†)                  | Maranhão                                                |
| línguas isoladas | tupi-guarani                             |                     |                           |                                                         |
| Aicanã | Rondônia                                 |                     |                           |                                                         |
| Irantxe (Mynky) | Alto Jurena, no Mato Grosso              |                     |                           |                                                         |
| Canoê (Capixanã) | Rondônia                                 |                     |                           |                                                         |
| Kwazá (coiá) | Rondônia                                 |                     |                           |                                                         |
| Sapé | Rondônia                                 |                     |                           |                                                         |
| Ticuna | Amazonas                                 |                     |                           |                                                         |
| Trumaí | Alto Xingu                               |                     |                           |                                                         |
| Tuxá (†) | Bahia, Pernambuco                        |                     |                           |                                                         |
| línguas não classificadas |                                          |                     |                           |                                                         |
| Arara (†) | Rondônia                                 |                     |                           |                                                         |
| Aticum (Uamué) (†) | Pernambuco, Bahia                        |                     |                           |                                                         |
| Baenã (†) | Bahia                                    |                     |                           |                                                         |
| Gamella (Curinsi) (†) | Maranhão                                 |                     |                           |                                                         |
| Cambiuá (cambioá) (†) | Pernambuco                               |                     |                           |                                                         |
| Karahawyana | Amazonas                                 |                     |                           |                                                         |
| Catembri (Mirandela) (†) | Bahia                                    |                     |                           |                                                         |
| Corubo (†) | Amazonas                                 |                     |                           |                                                         |
| Cucurá (Cocura) (†) | Mato Grosso                              |                     |                           |                                                         |
| Macu (†) | Roraima                                  |                     |                           |                                                         |
| Matanauí (†) |                                          |                     |                           |                                                         |
| Natu (†) | Bahia, Pernambuco                        |                     |                           |                                                         |
| Oti (xavante) (†) | Mato Grosso, Tocantins, Minas Gerais     |                     |                           |                                                         |
| Pancararu (†) | Pernambuco, Alagoas                      |                     |                           |                                                         |
| Tarairiú (†) | Pernambuco, Paraíba, Rio Grande do Norte |                     |                           |                                                         |
| Taruma (†) | Pará                                     |                     |                           |                                                         |
| Tingui-botó (Carapató) (†) | Alagoas                                  |                     |                           |                                                         |
| Tremembé (†) | Itarema, no Ceará                        |                     |                           |                                                         |
| Trucá | Pernambuco                               |                     |                           |                                                         |
| Xucuru (xocó) (†) | Pernambuco                               |                     |                           |                                                         |
| Iuri (Carabaio) | Rio Caquetá                              |                     |                           |                                                         |

### Classificação doEthnologue(2005)
Classificação baseada no site do Ethnologue (2005):

#### Troncotupi
- Ariquém - família linguística
  - Ariquém
  - Caritiana
- Aueti - família linguística.
  - Aueti
- Juruna - família linguística
  - Juruna
  - Manitsauá
  - Xipaia
- Maué - família linguística
  - Sateré-Mawé
- Mondé - família linguística
  - Aruá
  - Cinta-larga
  - Mondé
  - Suruí-paíter
  - Zoró
- Mundurucu - família linguística
  - Mundurucu
  - Curuaia
- Puruborá - família linguística extinta
  - Puruborá
- Ramarrama - família linguística
  - Caro
- Tupari - família linguística
  - Ajuru
  - Macurape
  - Mequém
  - Saquirabiape
  - Tupari
- Tupi-guarani - família linguística
  - Amanaié
  - Anambé
  - Apiacá
  - Aquáua
    - Paracanã - dialeto
    - Suruí-aiqueuara - dialeto

  - Araueté
  - Assurini
    - Assurini do Xingu - dialeto
    - Assurini do Tocantins - dialeto

  - Avá-canoeiro
  - Caapor
  - Caiabi
  - Camaiurá
  - Cambeba
  - Cauaíbe
    - Diahói - dialeto
    - Juma - dialeto
    - Parintintim - dialeto
    - Tenharim - dialeto
    - Uru-eu-uau-uau - dialeto

  - Cocama
  - Guajá
  - Guarani - uma das línguas oficiais do Paraguai, também falado no Brasil
    - Caiouá - dialeto
    - Embiá - dialeto
    - Nhandeva - dialeto

  - guarani antigo (extinto no século XIX)
  - Língua geral (extinto no século XIX). Dividia-se em:
    - língua geral austral
    - língua geral meridional

  - Nheengatu - falado no Alto Rio Negro
  - Oiampi
  - Tapirapé
  - Teneteara
    - Guajajara - dialeto
    - Tembé - dialeto

  - Tupi antigo (extinto no século XVII)
  - Xetá (quase extinta)
  - Zoé (Puturu)

#### Troncomacro-jê
- Bororo - família linguística
  - Bororo
  - Umutina
- Botocudo - família linguística
  - Bacuém
  - Cracmum
  - Crenaque
  - Guticraque
  - Jiporoque
  - Minhajirum
  - Nacnenuque
  - Nacrerré
  - Naque-nhapemã
  - Pejaerum
  - Pojixá
- Camacã - família linguística (extinta)
  - Camacã
- Carajá - família linguística
  - Carajá
  - Javaé
  - Xambioá
- Cariri - família linguística (extinta)
- Guató - família linguística
  - Guató
- Fulniô (iatê, carnijó) - família linguística
  - Fulniô (iatê, carnijó)
- Jê - família linguística
  - Apinajé
  - Aquém

- Xacriabá - dialeto
- Xavante - dialeto
- Xerente - dialeto

- Caiapó

- Caiapó-aucre - dialeto
- Caiapó-cararaô - dialeto
- Caiapó-cocraimoro - dialeto
- Caiapó-cubem-cram-quem - dialeto
- Caiapó-gorotire - dialeto
- Caiapó-mecranoti (txucarramãe) - dialeto
- Caiapó-metuctire - dialeto

- Caingangue

- Caingangue-central - dialeto
- Caingangue-do-paraná - dialeto
- Caingangue-do-sudeste - dialeto
- Caingangue-do-sudoeste - dialeto

- Ianomami Família linguística

- Ianomam - Língua
- Sanuma - Língua
- Ianan ou Ninan - Língua
- Ianomamo - Língua

- Timbira

- Apaniecra-canela - dialeto
- Craó - dialeto
- Crejé - dialeto (extinto)
- Cricati - dialeto.
- Kyikatejê - dialeto
- Parcatié-gavião - dialeto
- Pucobié-gavião - dialeto
- Rancocamecra-canela - dialeto
- Quencatejê-canela - dialeto (extinto)

- Panará
- Suiá

- Tapaiúna - dialeto

- Xoclengue

- Masacará (extinto)
- Maxacali - família linguística
  - Maconi
  - Malali
  - Maxacali
  - Panhame
  - Pataxó - extinta
  - Pataxó-hã-hã-hãe - extinta
- Ofaié
  - Ofaié
- Puri - família linguística (extinta)
  - Puri
- Ricbacta - família linguística
  - Ricbacta

#### Família aruaque
No Brasil, existem somente duas divisões dentro da família aruaque: Arawak-Maipure e não classificadas.
- Arawak-Maipure
  - Maipure Central

- Enawenê-Nawê
- Mehinaku
- Pareci
- Waujá
- Yawalapiti

- Maipure Oriental

- Palikur

- Maipure Sententrional

- Interior

- Baniwa
- Baré
- Warekena
- Tariana

- Wapixana

- Mawayana
- Wapixana

- Maipure Meridional

- Bolivia-Paraná

- Kinikinao
- Terena

- Pré-Andina

- Ashaninka (Kampa)

- Purus

- Apurinã
- Machineri

#### Família caribe
Separadas em ramos meridional e setentrional:
- Caribe - família linguística
  - Setentrional

- Guiana Oriental e Ocidental

- Macuxi-Kapon

- Kapon

- Ingarikó
- Taurepang

- Macuxi

- Macuxi

- Waimiri

- Waimiri-Atroari

- Waiwai

- Waiwai

- Wayana-Tiriyó

- Aparai
- Tiriyó
- Wayana

- Galibi

- Galibi-do-oiapoque

- Brasil Setentrional

- Ikpeng

- Meridional

- Guiana Meridional

- Hixkaryana
- Kaxuyana

- Bacia do Xingu

Bakairi
Kuikuro-Kalapalo
Matipu-Nahukuá

#### Famílias isoladas
- Arauá - família linguística
- Catuquina - família linguística
  - Catuquina
- Guaicuru - família linguística
- Macu - família linguística
  - Dâu
  - Hupdá
  - Iuhupdeh
  - Nadëb
  - Cacua
- Mura - família linguística
  - Mura
  - Pirarrã
- Nambiquara - família linguística
- Pano - família linguística
  - Caripuna
  - Catuquina-pano
- Tucano (Betoia) - família linguística
  - Barasana
  - Desano
  - Carapanã
  - Cubeua
  - Piratapuia
  - Suriana
  - Tucanos - falada pelos tucanos, arapaços e miritis-tapuias
  - Tuiuca
  - Uanano
- Txapacura - família linguística

#### Línguas isoladas
- Aicanã
- Ariqueme
- Canoê
- Coazá
- Menqui
  - Iranxe - dialeto
- Jabuti
- Potiguara - falada no nordeste do Brasil (extinta)
- Ticuna (Tucuna)
- Trumai

### Classificação daBDCN(2009)
Classificação da Biblioteca Digital Curt Nimuendajú (2009) (pelos editores Eduardo Rivail Ribeiro e Marcelo Jolkesky):
- Arawá
- Arawak
- Arutani-Sapé
- Barbacoa
- Bora-Huitoto
- Charrúa
- Chibcha
- Chocó
- Chon
- Guahibo
- Hibito-Cholón
- Huarpe †
- Irantxe-Myky
- Jaqi
- Jirajára †
- Jívaro
- Karib
- Katukina-Harakmbut
- Kawapana
- Kuna
- Lengua-Maskoy
- língua de sinais ka'apor
- línguas mistas, crioulos e pidgins
- Lule-Vilela
- Macro-Guaycurú
- Macro-Jê
- Malibú †
- Mapuche
- Mosetén
- Mura-Matanawí
- Nadahup-Puinave
- Nambikwara
- Otomaco †
- Pano-Tacana
- Peba-Yagua
- Quechua
- Sáliba-Piaroa
- Tallán-Sechura †
- Ticuna-Yuri
- Timote-Cuica
- Tinigua-Pamigua
- Tukano
- Tupí
- Txapakura-Wanham
- Uru-Chipaya
- Yanomami
- Zamuco
- Záparo

- Isoladas e/ou não classificadas

### Classificação de Rascov (2020)
Classificação das línguas indígenas do Brasil por Rascov (2020), baseada nos estudos dos linguistas Aryon Rodrigues e Denny Moore:
| - Tronco Macro-Jê - Bororo: Bororo, Umutima - Guató - Jabutí: Jabutí (Jereomitxí), Arikapú - Jê - Akwén; dialetos: Xakriabá, Xavánte, Xerénte - Apinayé (Apinajê) - Kaingáng; dialetos: Kaingáng do Paraná, Kaingáng Central, Kaingáng do Sudoeste, Kaingáng do Sudeste - Kayapó (Mebengokre); dialetos: Gorotire, Kararaô, Kokraimoro, Kubenkrankegn, Menkrangnoti, Mentuktire (Txukahamãe), Xikrin - Panará (Kren-akore) - Suyá (Kisêdjê); dialetos: Suyá, Tapayúna - Timbira - Xokléng (Laklânô); dialetos: Canela Apaniekra, Canela Ramkokamekra, Gavião do Pará (Parkateyé), Gavião do Maranhão (Pukobjê), Krahô, Krinkati - Karajá: Karajá; dialetos: Javaé, Karajá, Xambioá - Krenák: Krenák - Maxakali: Maxakali, Pataxó, Pataxó Há-Há-Hãe - Ofayé: Ofayé (Ofayé-Xavante) - Rikbaktsá: Rikbaktsá - Yatê: Yatê (Fulni-ó) - Tronco Tupi - Arikem: Karitiána - Aweti: Aweti - Jurúna: Jurúna (Yudjá), Xipaya - Mawé - Mondé: Aruá, Cinta Larga, Gavião, Mondé, Suruí-Paiter, Zoró - Munduruku: Kuruáya, Munduruku - Puruborá: Puruborá - Ramarama: Káro (Arara) - Tuparí: Ajuru, Makuráp, Sakyriabiát (Mekens), Tuparí, Akuntsú - Tupi-Guarani - Akwáwa; dialetos: Parakaná, Suruí de Tocantins, Asuriní de Tocantins, Asuriní de Trocará - Amanayé - Anambé - Apiaká - Araweté - Asuriní do Xingú - Avá-Canoeiro - Guajá - Guarani; dialetos: Kaiowá, Mbyá, Nhandeva - Kaapor (Urubu-Kaapor) - Kamayurá - Kayabí - Kawahib; dialetos: Parintintin, Diahói, Juma, Karipúna, Tenharim, Amondáva (Uru-Eu-Wau-Wau) - Nheengatú (língua geral amazônica) - Tapirapé - Tenetehára; dialetos: Guajajára, Tembé - Wayampí - Xetá - Zo’é - Arawák (Maipure) - Apurinã - Baniwa do Içana (Kurripaco); dialetos: Hohõdene, Siuci - Baré - Kaixána - Axaninka (Axeninka/Kampa) - Kinikinau - Mawayana - Mehináku - Waurá (Wauja) - Paresí (Halití); dialetos: Waymáre, Kozárene (Kabixí), Warére, Káwali - Piro; dialetos: Manitenéri, Maxinéri - Enawenê-Nawê (Salumã) - Tariana - Terena - Wapixana - Warekena - Waúja (Waurá) - Yawalapiti (Yawalapühü) - Karib - Aparaí (Apalaí) - Arara do Pará - Bakairí - Galibí do Oiapoque - Hixkaryana - Ikpeng (Txicão) - Ingarikó (Akawaio) - Kalapálo - Kaxuyána; dialetos: Shikuyana, Pawiyana, Pawixi, Warikyana - Kuikuro - Makuxí - Matipú - Mayongóng (Yekuána) - Nahukwá - Taulipáng (Pemóng) - Tiriyó - Waimirí-Atroarí - Wai-Wai - Wayána | - Pano - Arara (Shawãdawa); dialetos: Yamináwa, Yawanawá - Katukína Pano - Kaxararí - Kaxinawá - Korúbo - Marubo - Matís - Matsés - Nukiní - Poyanáwa - Shanenáwa - Yamináwa - Yawanawá - Tukano - Arapáso - Bará - Barasana - Desana - Karapaná - Kotiria (Wanano) - Kubewa (Kubeo) - Pirá-Tapuya (Waikana) - Siriano - Tukano - Tuyuka - Yepâ-masa - Arawá - Banawá - Dení - Jarawara - Kulina (Madiha) - Paumarí - Jamamadí - Zuruahá - Katukina - Kanamarí - Katawixí - Pedá Djapá (Katukina do Rio Biá) - Tsohom-Djapá - Nadahup (Makú) - Dâw - Hupda (Hup) - Nadëb - Yuhúp - Nambikwara - Nambikwara do Norte - Nambikwara do Sul - Sabanê - Txapakúra - Moré - Oro Win - Torá - Urupá - Warí’ (Pakaanova); dialetos: Oro Waram, Oro Mon, Oro Yowin - Yanomámi - Ninám - Sanumá - Yanomám - Yanomami - Chiquito: Chiquitano - Guaikurú: Kadiwéu - Mura: Pirahã - Linguas isoladas - Aikaná (Masaká); dialetos: Mynky (Münkü) - Kanoê (Kapixanã) - Kwazá (Koaiá) - Tikúna - Trumái - Linguas crioulas - Galibí Marworno (Galibi de Uaçá) - Variação do crioulo falado na Guiana francesa - Karipuna do Norte (Karipuna do Amapá) |

## Vocabulário
Vocabulários básicos de várias das línguas isoladas ainda faladas no Brasil (Rodrigues 1986):
| Português | Tukúna   | Aikaná   | Koaiá    | Kanoê  | Jabutí    | Irántxe  | Trumái  | Awakê     | Máku   |
| --------- | -------- | -------- | -------- | ------ | --------- | -------- | ------- | --------- | ------ |
| cabeça    | eru      | tinũpa   | tsoty    | kote   | ekoaka    | mate     | kut     | kakoati   | kete   |
| olho      | ’ety     | kamuka   | ’etỹi    | kãi    | honka     | kutake’i | hon     | gakoa     | sukute |
| orelha    | txiny    | kha’nidõ | gasi     | teũ    | nipi      | yaakihi  | hapty   | witika    | tikate |
| nariz     | rãỹ      | kha’nawã | tsaroani | kãiũ   | ninikote  | kamihĩ   | alaxa   | koa       | pi     |
| boca      | ’ã       | khawa    | ekhãi    | kere   | rakui     | ia’pawa  | hop     | komé      | wytsi  |
| língua    | kony     | walu     |          | tau    | nutere    | iakĩnãti | ano     | takohẽ    | dute   |
| dente     | pyta     | mui      | miki     | pe     | ru        | biuhu    | i       | ake       | wumu   |
| mão       | me       | ine      | tsoỹ     | so     | nuhore    | mimã     | kanap   | umatakomã | suko   |
| sol       | ya’ky    | deri     | khoosa   | kuikae | toho      | ire’i    | atela   | uiji      | ke’le  |
| lua       | tawemaky | jadone’ĩ | hakori   | mĩte   | kupa      | wirapu   | atelpak | atam      | iá     |
| terra     | nanu     | du       | tsaana   | tepyh  | mika      | bata     | tenetne | ihẽ       | bu’te  |
| água      | de’a     | hane     | hãã      | kunĩ   | mbirukuku | mâna     | misu    | okoã      | na’me  |
| fogo      | yy       | hine     | hi       | ini    | pitse     | ãina     | so      | a’ne      | nühẽ   |
| pedra     | nũta     | haji     | aki      | aki    | ta        | alo’u    | liki    | mo’ka     | line   |
| anta      | naky     | ’aryme   | aruin    | itse’  | õwa       | opiíri   | monoto  | mano      | dü’ü   |
| onça      | oi       | i’ive    | ñeretso  | opere  | va        | iũnari   | fede    | kai’iá    | do’wi  |

## Estados brasileiros com línguas cooficiais indígenas
- Amapá — línguas Kheuol Karipuna, Kheuól Galibi-Marworno, Parikwaki, Kali`na, Wajãpi, Tiriyó, Kaxuyana, Wayana e Aparai.[36][37]
- Amazonas — Apurinã, Baniwa, Dessana, Kanamari, Marubo, Matis, Matses, Mawe, Mura, Nheengatu, Tariana, Tikuna, Tukano, Waiwai, Waimiri e Yanomami.[38][39]
- Roraima — línguas Hixkaryána (Hixkariána), Ingarikó, Máku, Makuxí, Ninám, Pa tamóna (Kapóng), Sanumá, Taulipáng (Pemong), Waiwái, Wapixána, Yanomámi e Yekuána (Mayongóng)[40][41][42][43]

## Municípios brasileiros que possuem língua cooficial indígena

### Amazonas
- Santo Antônio do Içá (ticuna)[44]
- São Gabriel da Cachoeira (nheengatu, tucano e baníua)[45][46][47]

### Bahia
- Porto Seguro (Patxôhã)[48][49][50][51]

### Ceará
- Monsenhor Tabosa (nheengatu)[52][53][54]

### Maranhão
- Barra do Corda (tenetehara-guajajara)[55]

### Mato Grosso
- Rondonópolis (Boe Bororo)[56]

### Mato Grosso do Sul
- Amambai (Guarani Kaiowá)[57][58]
- Coronel Sapucaia (guarani)[59]
- Tacuru (guarani)[60][47]
- Miranda (terena,[61] kinikinau, Língua Terena de Sinais[62])
- Paranhos (guarani, em fase de aprovação)[63]

### Pará
- São Félix do Xingu (caiapó)[64]

### Rio Grande do Norte
- João Câmara (tupi-nheengatu)[65][66]

### Roraima
- Bonfim (macuxi e wapixana)[67][68][69]
- Cantá (macuxi e wapixana)[70]

### Santa Catarina
- José Boiteux (Xokleng)[71]

### Tocantins
- Itacajá (Língua Krahô)[72]
- Tocantínia (Língua Akwê Xerente)[73][74][47]